# Verticordia nitens
Verticordia nitens là một loài thực vật có hoa trong Họ Đào kim nương. Loài này được (Lindl.) Endl. miêu tả khoa học đầu tiên năm 1838.

## Hình ảnh

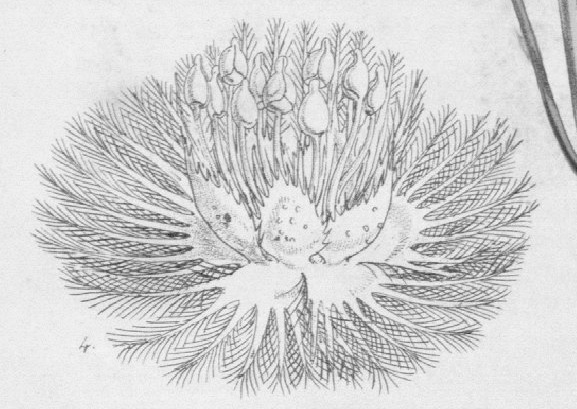
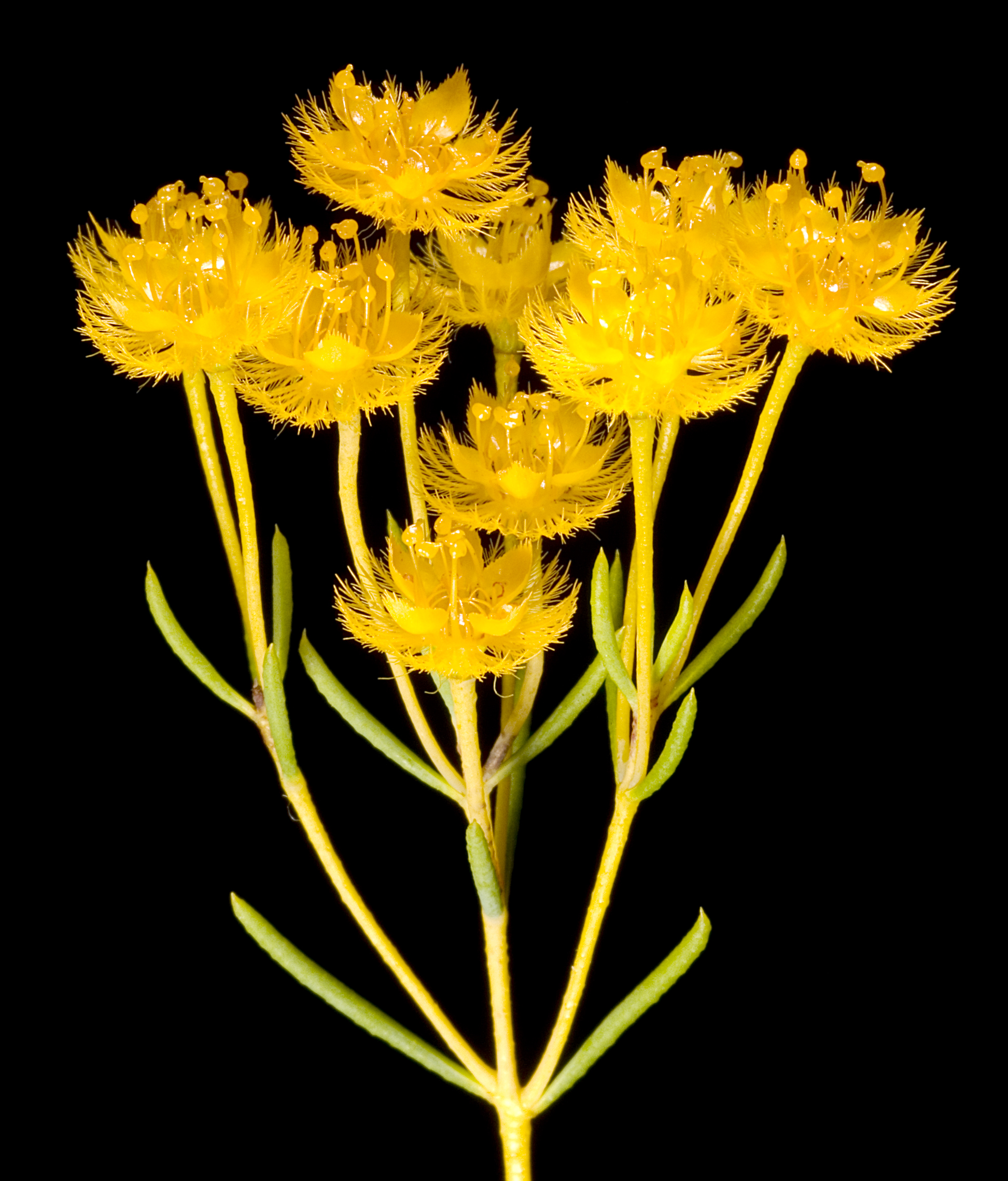
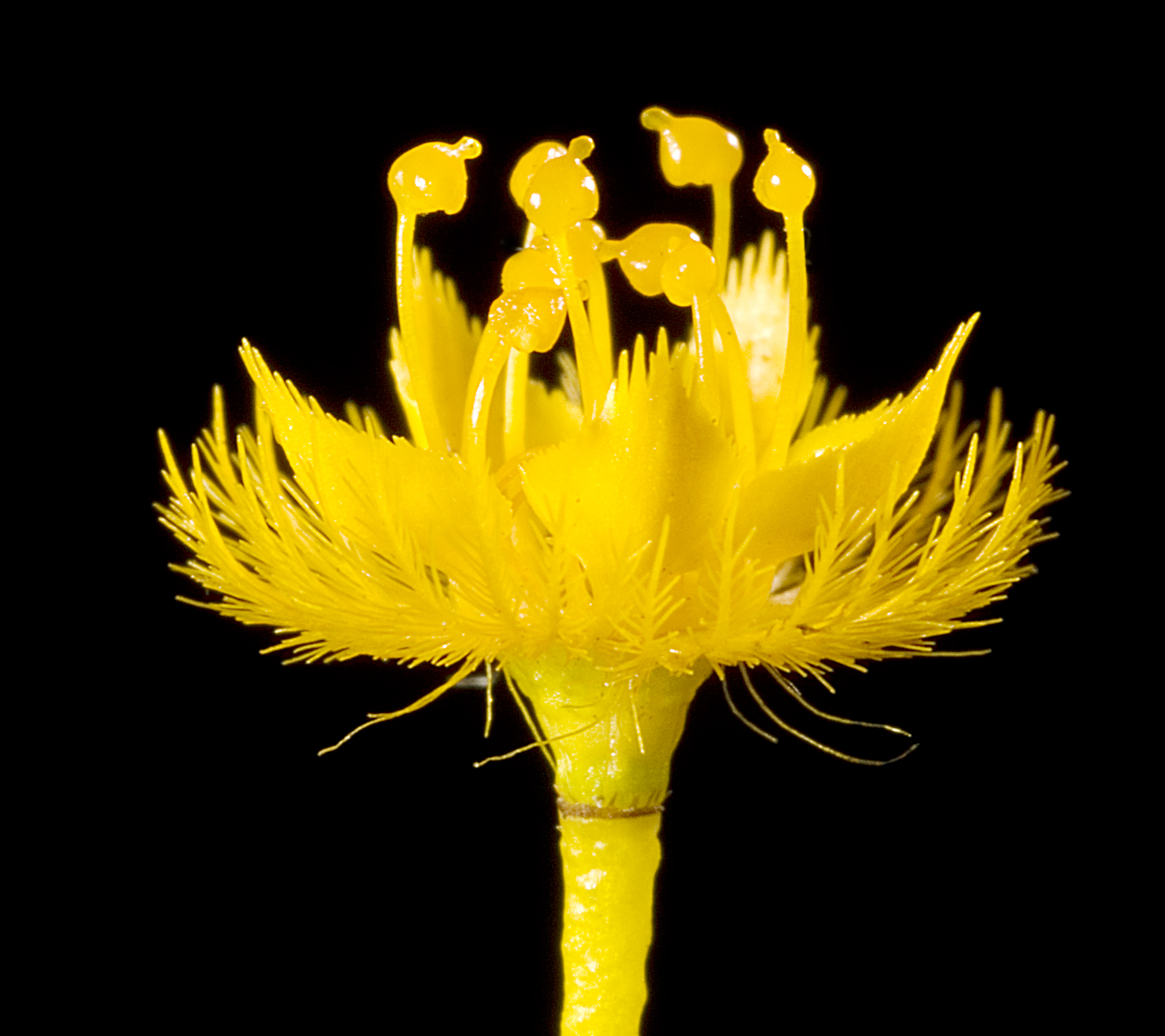
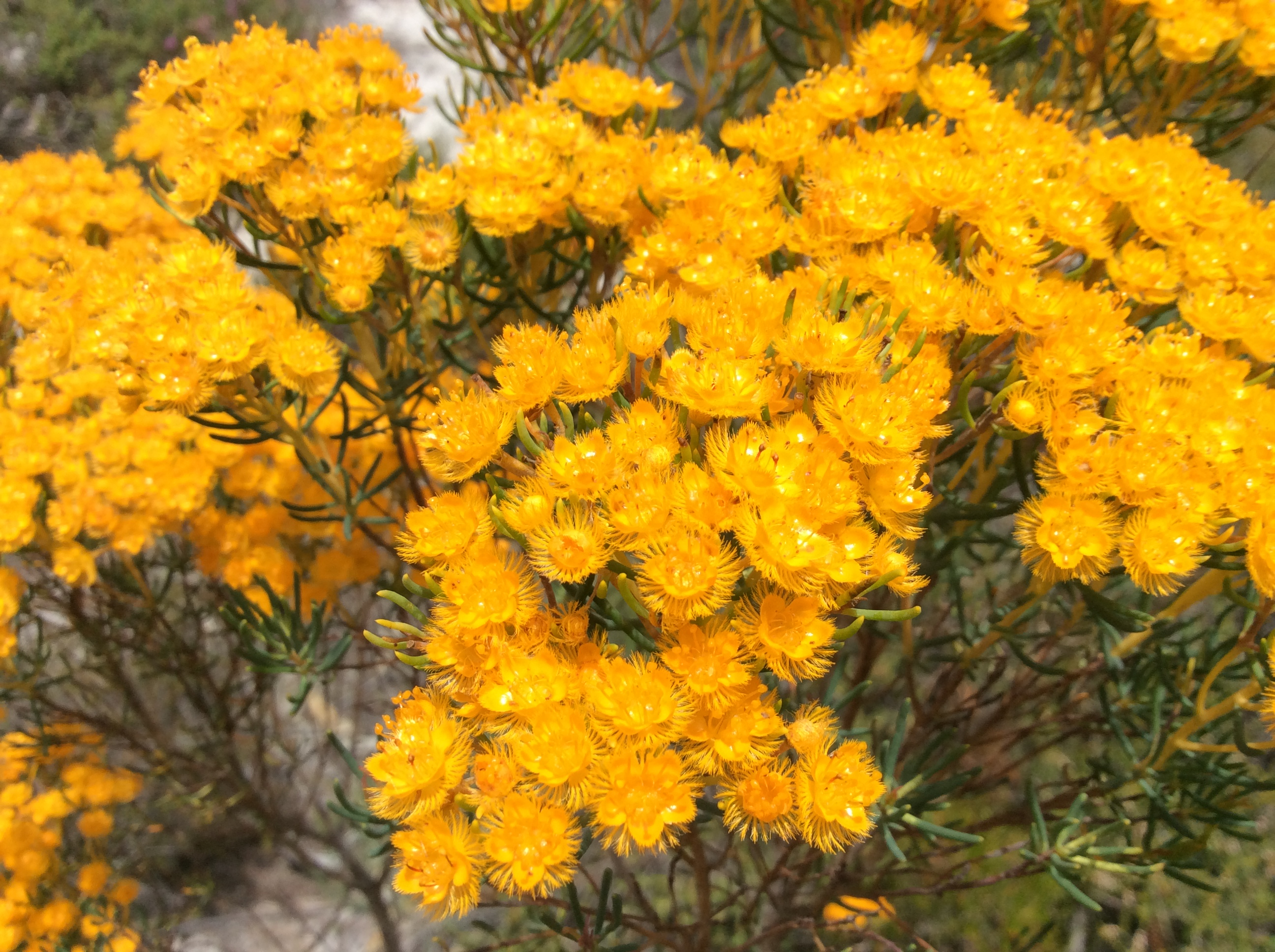